# Alawerdi-Kloster
Koordinaten: 42° 2′ 3″ N, 45° 22′ 20″ O

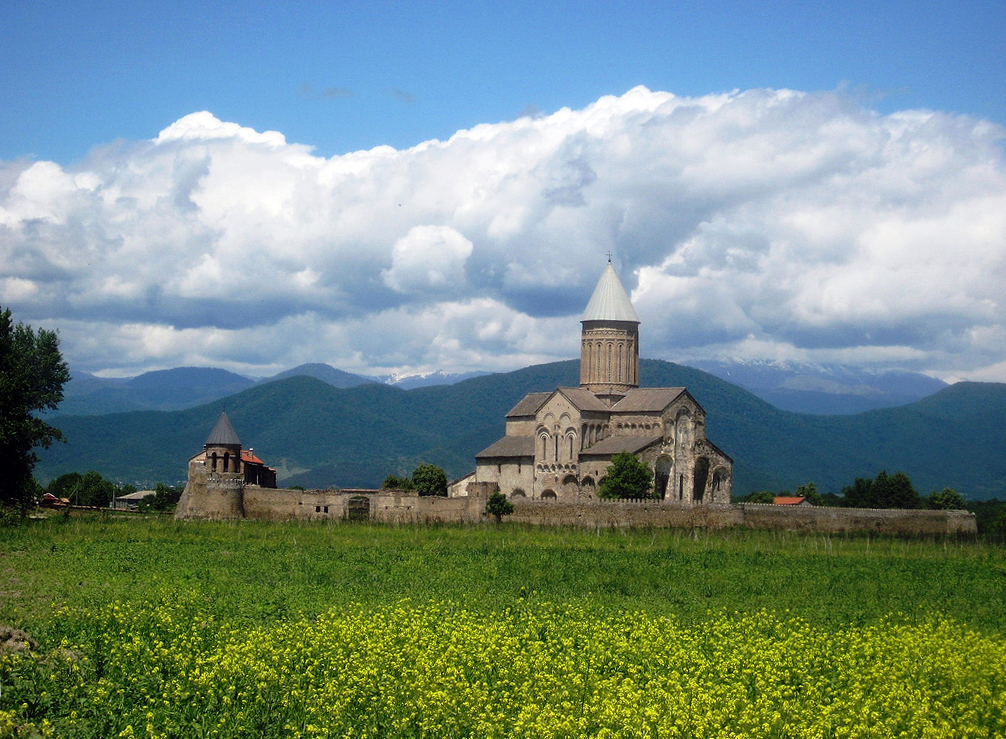
Alawerdi-Kloster

Das Alawerdi-Kloster (georgisch ალავერდი, ალავერდის მონასტერი) ist ein orthodoxes Kloster in der Region Kachetien in Georgien. Es liegt im Osten Georgiens, in der Nähe des gleichnamigen Dorfes, 25 Kilometer von der Stadt Achmeta entfernt sowie im Tal des Alasani. Das Kloster wurde im 4. Jahrhundert von Ioseb Alawerdeli (Ioseb von Alawerdi) begründet. Im 11. Jahrhundert wurde eine neue größere Kirche des Klosters von Kwirike III. (König von Kachetien) errichtet. Dieses Gebäude ist noch heute eine Hauptkirche des Alawerdi-Klosters und unter dem Namen „Alawerdi-Dom“ (georgisch: ალავერდის ტაძარი) bekannt. Das Bauwerk ist die drittgrößte Kirche in Georgien (nach der Sameba-Kathedrale und der Swetizchoweli-Kathedrale) und mit 53 Metern die zweithöchste nach der Sameba-Kathedrale.
Die Kathedrale hat die äußeren Abmessungen von 42 Meter in der Länge, 27 Meter in der Breite und ist 53 Meter hoch. Sie wurde mit Bruchsteinen erbaut und ist an ihren Fassaden innen wie außen mit einem Travertin verkleidet. Im späten 15. Jahrhundert erlitt die Kirche starke Zerstörungen und wurde danach wieder aufgebaut. Besonders starke Zerstörungen ergaben sich durch ein Erdbeben im Jahr 1742. Bei den Wiederherstellungsarbeiten wurde in einigen Bereichen Ziegelmauerwerk versetzt. Größere Restaurierungsarbeiten erfolgten 1967. Bei diesen Arbeiten wurden Teile alter Wandgemälde mit Porträts bedeutsamer Persönlichkeiten sowie interessante Formen und Architekturteile entdeckt. Die stark befestigte und mit Zinnen versehene hohe Schutzmauer um das gesamte Gelände umschließt ferner bauliche Reste eines Palas (17. Jahrhundert), eines Refektoriums und Badehauses sowie einen Glockenturm und einige kleine Baulichkeiten.